# Slieve League
Slieve League är en av de högsta klipporna i Europa belägen på grevskapet Donegals kust på Irland. Den högsta toppen är 601 meter över havet.

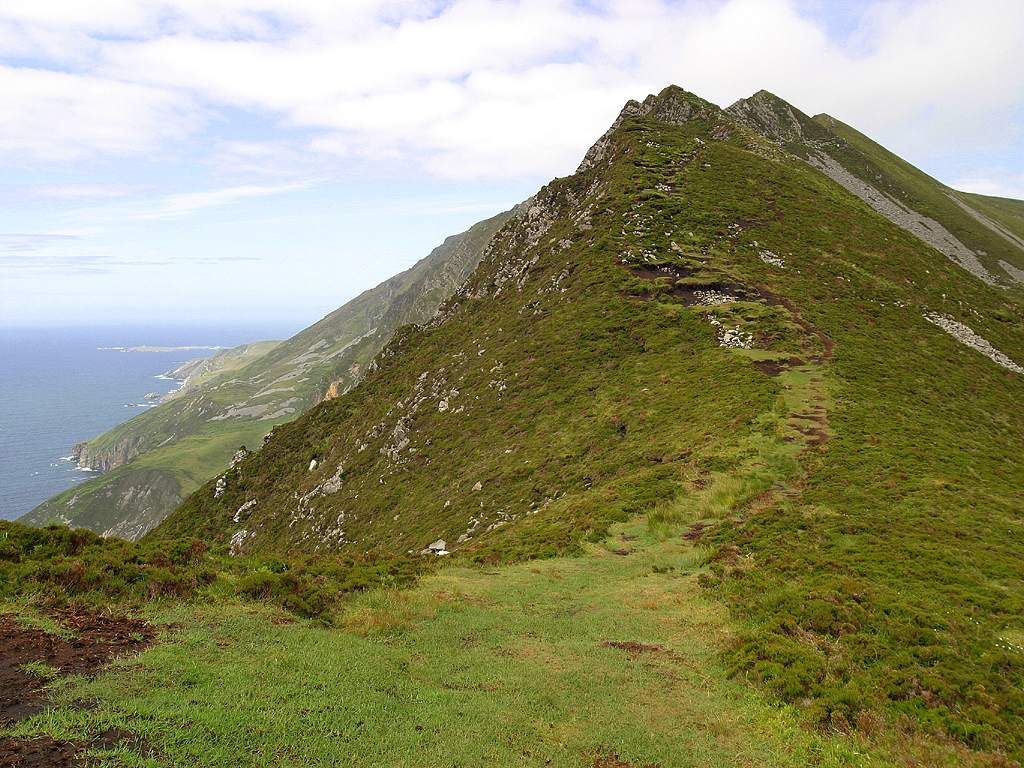
En av Slieve Leagues toppar.
Karta över Slieve League.

- Wikimedia Commons har media som rör Slieve League.